# Xin Pi
Xin Pi (200-235), également nommé Zuohzi, était un fonctionnaire durant le règne de la Cao Wei durant la période des Trois Royaumes de Chine. À l'origine, il servait le seigneur de guerre Yuan Shao à la fin de la dynastie des Han de l'Est. Il est le frère cadet de Xin Ping. Après une défaite de Yuan Shao, il trahit ce dernier au profit de Cao Cao. Il est devenu conseiller des empereurs Wei Cao Zhi et Cao Rui.